# Serguéi Odintsov
Serguéi Dmítrievich Odintsov (2 de marzo de 1959) es un físico y astrofísico de Rusia.

## Biografía
Es procedente de Kazajistán. Nació el 2 de marzo de 1959. En el año 1976, S. Odintsov comenzó sus estudios en la facultad de Tecnología y Física de la Universidad Estatal de Tomsk, y después de dos años de estudios paso a la facultad de Física de UET, donde comenzó su trabajo científico. El resultado de los estudios fue su trabajo diplomático "El nacimiento de átomos en modelos cosmológicos con campos electromagnéticos", cuál recibió la mejor nota. En el año 1981 acabó la universidad con la especialidad de físico, recibiendo un diploma, y comenzó a trabajar como un investigador del Instituto de Electrónica de Siberia de la USR. En 1985 defendió la tesis doctoral y recibió el título de doctorado de ciencias físicas y matemáticas. Desde el 1985 trabajó como profesor titular y posteriormente como catedrático de la Universidad Estatal de Pedagogía de Tomsk.
Desde junio de 2003 es científico de investigación y recerca de la Institució Catalana de Recerca i Estudis Avançats, asociado también con Institut de Ciències de l'Espai (CSIC) y el Institut d'Estudis Espacials de Catalunya y la . Es también profesor visitante de diversas universidades como la Universidad de Kioto, la Universidad de Nagoya y la Universidad de Trento. También es participante y ponente en más de 100 conferencias de ámbito científico a nivel mundial. Es miembro de la plantilla editorial de revistas de ámbito científico como Classical and Quantum Gravity, International Journal of Geometric Methods in Modern Physics y Journal of Gravity. Además, sigue colaborando activamente con la Universidad Estatal de Pedagogía de Tomsk como investigador.
En 2011, fue incluido en la lista de los 10 científicos más famosos del mundo de origen ruso elaborada por la revista Forbes.

## Obras y estadísticas
Sus trabajos se especializan en cosmología, física de astropartículas y gravedad cuántica. Es autor y coautor de más de 400 artículos en revistas de investigación (con más de 16000 citas acumuladas en total) y también de dos monografías. Dos de sus artículos más populares fueron citados en más de 700 ocasiones cada uno.

## Honores
- Profesor completo de Física y Matemáticas aprobado por el Ministerio de Educación y la Ciencia de Rusia en 1995
- Grado de honor de profesor de SOROS otorgado por la organización internacional SOROS en 2000
- Medalla de TSPU por los resultados conseguidos en Educación, noviembre de 2002
- Miembro Extranjero permanente de la Sociedad Real Noruega De Ciencias y Letras desde 2003
- Premio científico anual del Gobernador del Óblast de Tomsk del 2003 y del 2007
- Primer premio científico del Consulado Científico de TSPU en 2005
- Premio-beca de investigación del Gobernador del Óblast de Tomsk en 2011
- Profesor universitario de honor de la Federación Rusa del 2011